# Edvard
Edvard je moško osebno ime.

## Izvor imena
Ime Edvard izhaja iz angleškega imena Edward, to pa iz staroangleškega Eadweart. Staroangleško ime razlagajo iz staroangleških besed ēad v pomenu »posest« in weard v pomenu »čuvar«  

## Različice imena
- moške različice imena: Edi, Edo, Eduard, Eduardo,
- ženski različici imena: Edvarda, Edvardina

## Tujejezikovne različice imena
- pri Angležih: Edward
- pri Čehih: Eduard
- pri Fincih: Eetu
- pri Francozih: Édouard
- pri Italijanih: Edoardo

## Pogostost imena
Po podatkih Statističnega urada Republike Slovenije je bilo na dan 31. decembra 2007 v Sloveniji število moških oseb z imenom Edvard: 2.763. Med vsemi moškimi imeni pa je ime Edvard po pogostosti uporabe uvrščeno na 85. mesto.

## Osebni praznik
V koledarju je ime zapisano 13. oktobra (Sveti Edvard Spoznavalec, angleški kralj, † 13. oktober 1066).

## Znane osebe
- Edvard Rusjan, slovenski letalski konstruktor in pilot

## Znamenitost
Edvard je bilo pogosto ime angleških kraljev. Eden od njih je Sveti Edvard Spoznavalec, ki je živel v 11. stoletju in bil leta 1161 razglašen za svetega. Velja za zavetnika Anglije. Znan je po tem, da je zgradil v Westmistru benediktinski samostan kjer je pokopan on in drugi slavni Angleži.